# Al-Kadirijja Kajkun
Al-Kadirijja Kajkun (arab. القادرية قيقون) – miejscowość w Syrii, w muhafazie Idlib. W 2004 roku liczyła 1140 mieszkańców.